# Fidenza
Fidenza (en dialecte parmesan Fidénsa ) est une commune de la province de Parme dans l'Émilie-Romagne en Italie.

## Toponyme
Anciennement Borgo San Donnino.

## Géographie
Fidenza se trouve au centre de la plaine du Pô sur le territoire de la Bassa parmense.

## Lieux et monuments
- Cathédrale de Fidenza.

## Administration
| Période                                  | Période  | Identité      | Étiquette     | Qualité |
| ---------------------------------------- | -------- | ------------- | ------------- | ------- |
| 14 juin 2004                             | En cours | Mario Cantini | Centro-Destra |         |
| Les données manquantes sont à compléter. |          |               |               |         |

### Hameaux
Bastelli, Cabriolo, Castione Marchesi, Chiusa Ferranda, Colombara, Fornio, Osteria del Sole, Osteria Pietralunga, Parola, Ponte Ghiara, Rimale, San Faustino, Santa Margherita.

### Communes limitrophes
Alseno, Busseto, Fontanellato, Medesano, Noceto, Salsomaggiore Terme, Soragna.

### Jumelages
- Sisteron (France) ;
- Herrenberg (Allemagne).

## Personnalités
- Innocenzo Ciocchi del Monte, cardinal italien du XVIe siècle
- Emma Gramatica, actrice de cinéma et de télévision